# Jimmy Davies
 Jimmy Davies  (8 d'agost del 1929, Glendale, Califòrnia, 11 de juny del 1966, - Chicago)fou un pilot estatunidenc de curses automobilístiques nascut el 
Va córrer a la Champ Car a les temporades 1950-1955 incloent-hi la cursa de les 500 milles d'Indianapolis d'aquests anys. Jimmy Davies va morir en un accident disputant una cursa a Chicago.

## Resultats a la Indy 500
| Any    | Cotxe  | Sortida | Vel. mitjana | Ranking | Final  | Voltes | V. líder | Retirat    |
| ------ | ------ | ------- | ------------ | ------- | ------ | ------ | -------- | ---------- |
| 1950   | 22     | 27      | 130.402      | 23      | 17     | 128    | 0        | A 7 voltes |
| 1951   | 76     | 27      | 133.516      | 17      | 16     | 110    | 25       | Motor      |
| 1953   | 53     | 32      | 135.262      | 32      | 10     | 193    | 0        | A 7 voltes |
| 1954   | 1      | -       | -            | -       | 11*    | ?      | ?        | Va acabar  |
| 1955   | 15     | 10      | 140.274      | 5       | 3      | 200    | 0        | Va acabar  |
| Totals | Totals | Totals  | Totals       | Totals  | Totals | 631    | 25       |            |

| Curses       | 4  |
| Poles        | 0  |
| Voltes líder | 25 |
| Victòries    | 0  |
| Top 5        | 1  |
| Top 10       | 2  |
| Retirades    | 1  |

(*) Cotxe compartit.

## A la F1
El Gran Premi d'Indianapolis 500 va formar part del calendari del campionat del món de la Fórmula 1 entre les temporades 1950 a la 1960.
Els pilots que competien a la Indy durant aquests anys també eren comptabilitats pel campionat de la F1.
Jimmy Davies va participar en 5 curses de F1, debutant al Gran Premi d'Indianapolis 500 del 1950.

### Palmarès a la F1
- Participacions: 5
- Poles: 0
- Voltes Ràpides: 0
- Victòries: 0
- Pòdiums: 1
- Punts vàlids per la F1: 4